# Praška deklaracija o zločinima komunizma
Praška deklaracija o zločinima komunizma je priopćenje potpisano 25. veljače 2010. od strane više istaknutih europskih čelnika, bivši političkih zatvorenika, aktivista za ljudska prava i povjesničara, koji su sudjelovali na međunarodnoj konferenciji o zločinima komunizma održanoj u Pragu.
Ona poziva između ostalog na više školske nastave i obrazovanja u školama o komunističkim zločinima, progon komunističkih zločinaca i uspostavu međunarodnog suda Europske unije za zločine komunizma, osnivanje spomenika za žrtve komunizma, te smanjenje mirovina i socijalnih naknada za komunističke počinitelje.
Martin Mejstřík formulirao je između ostaloga izjavu: "Kao i zločince nacional-socijalizma u Nürnberškim procesima treba osuditi i komunističke zločine protiv čovječnosti pred međunarodnih tribunalom". Mejstřík smatra da Komunizam nije filozofija, nego zločinaćka ideologija.
Konferenciju je organizirao institut za proučavanje totalitarnih režima pod pokroviteljstvom Jana Fischera, premijera Češke Republike, kao i Heidi Hautale, predsjednice pododbora za ljudska prava Europskog parlamenta, te Görana Lindblada, potpredsjednika Parlamentarnog Vijeća Europe.

## Potpisnici (dio)
- Jiří Liška
- Harry Wu
- Nikita V. Petrov
- Heidi Hautala
- Ivana Janů
- Joachim Gauck
- Vytautas Landsbergis
- Göran Lindblad
- Hubert Gehring
- Naděžda Kavalírová
- Martin Mejstřík
- Pavel Žáček
- Władysław Bułhak
- Vasil Kadrinov
- Janos M. Rainer
- Sjanon Pasnjak
- Marius Oprea
- Pavel Gregor
- Christoph Schäfgen
- Markus Pieper